# Apeadero de Bom João
El Apeadero de Bom João es una plataforma ferroviaria de la Línea del Algarve, que sirve a la zona de Bom João, en el ayuntamiento de Faro, en Portugal.

## Historia
El tramo entre Faro y Olhão de la Línea del Algarve, donde este apeadero se encuentra, entró en servicio el 1 de mayo de 1904.
En octubre de 1950, el Gobierno aprobó la apertura de un apeadero, con la denominación Bom João, en el kilómetro 342,188 de la Línea del Sur.